# .org
.org är en toppdomän som används i domännamnssystemet. Namnet härstammar från det engelska ordet "organization". Det var en av de första toppdomänerna och skapades i januari 1985 tillsammans med domänerna edu, gov, mil, net, com och arpa. Domänen har sedan 1 januari 2003 administrerats av Public Interest Registry. Den var ursprungligen avsedd för organisationer som inte mötte kraven för andra toppdomäner, alltså i första hand icke-kommersiella, icke-statliga organisationer. Idag kan vem som helst registrera en .org-domän.